# ایلیا بوروف
ایلیا بوروف (روسی: Илья Алексеевич Буров؛ زادهٔ ۱۳ نوامبر ۱۹۹۱) از برندگان مدال‌های بازی‌های المپیک زمستانی اهل روسیه است.